# Phaenocarpa caucasica
Phaenocarpa caucasica är en stekelart som beskrevs av Telenga 1935. Phaenocarpa caucasica ingår i släktet Phaenocarpa och familjen bracksteklar. Inga underarter finns listade i Catalogue of Life.